# Moxico (provins)
Moxico er en provins i Angola. Den har et areal på 223.023 km2
og et befolkningstal på 727.594 (2014) indbyggere. Luena er hovedbyen i provinsen. Oprørslederen Jonas Savimbi af UNITA blev født og voksede op i Moxico, og den blev senere brugt som en af hans hovedbaser i operationerne i borgerkrigen i Angola.
Distrikter:
- Moxico
- Camanongue
- Léua
- Cameia
- Luau
- Lucano
- Alto Zambeze
- Luchazes
- Bundas

## Eksterne links
- angola.org.uk Arkiveret 2. august 2008 hos  Wayback Machine
- Den amerikanske styremagts statistik fra 1988

12°S 20°Ø / 12°S 20°Ø
1. 1 2  www.geohive.com (fra Wikidata).